# 福克D-VII戰鬥機
福克D-VII戰鬥機是福克飛機公司繼福克Dr.I戰鬥機後又一作為第一次世界大戰時期，德意志帝國空軍最後的主力戰鬥機。
福克公司在福克E單翼戰鬥機後所研發的戰鬥機皆不順利，以至主力戰鬥機的位置被讓給信天翁公司的信天翁D戰鬥機，直至福克Dr.I戰鬥機後才重奪聲威，但到了1918年就連福克Dr.I戰鬥機都開始力不從心，而在此時德國空軍舉行「新型戰鬥機比賽」以求得到可以重奪西線制空權的新式戰鬥機，福克公司派出以萊茵福．普拉茨為首的設計團隊所設計的福克V-11戰鬥機參加並讓紅男爵里希特霍芬於1月26日和27日試飛，之後他提了寶貴的意見，福克公司以此作改良而得到德國空軍的300架訂單，此時福克V-11戰鬥機被改名為「福克D-VII戰鬥機」。
在第一次世界大戰期間除了福克公司，信天翁公司也有生產，但最終祇有775架交付部隊。

## 基本資料
- 機長：6.95米
- 翼展：8.9米
- 機高：2.75米
- 翼面積：20.5平方米
- 空重：670公斤
- 載重：906公斤

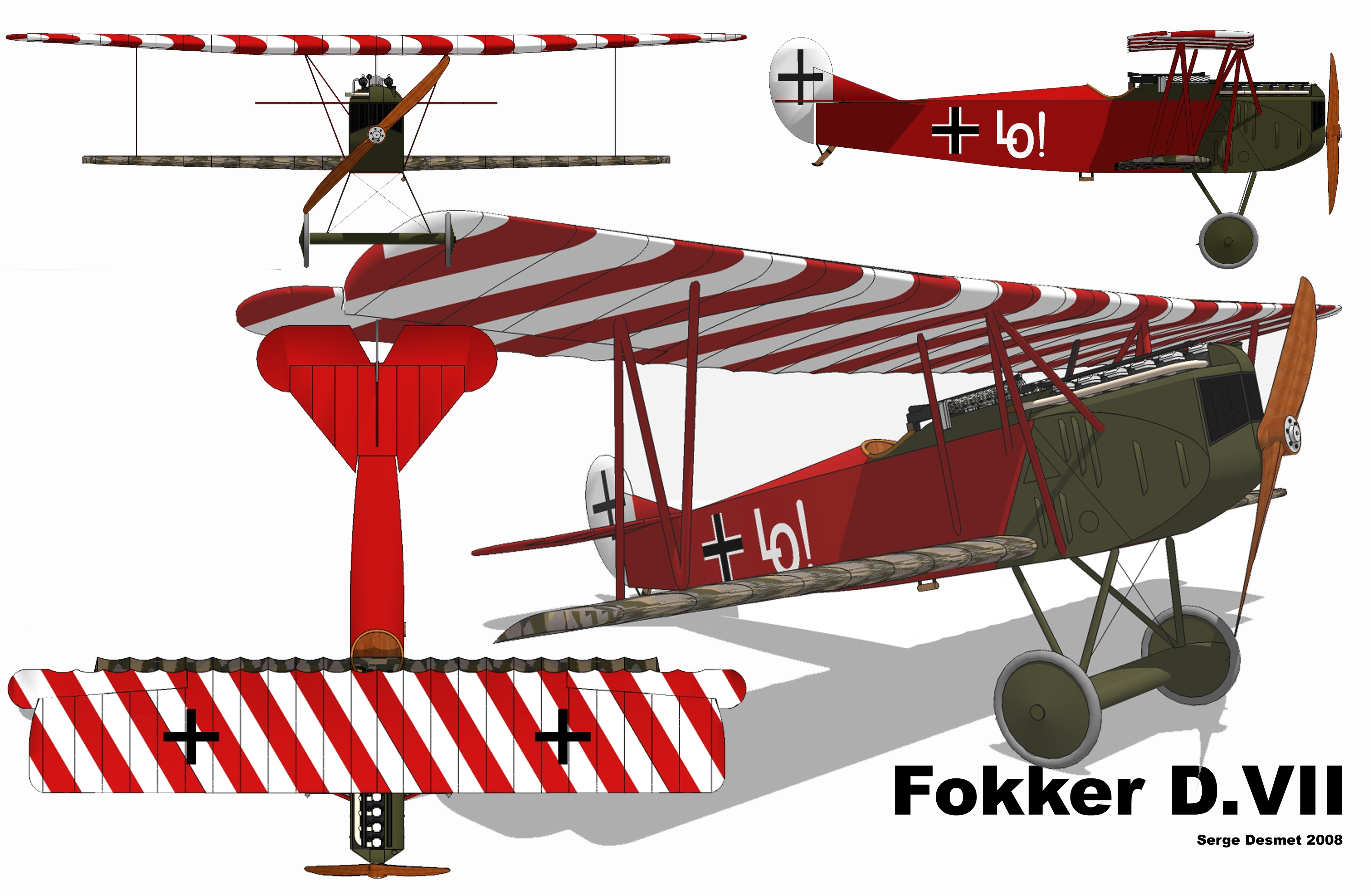
福克D-VII戰鬥機彩色四視圖

- 發動機：1俱戴姆勒D-IIIa6汽缸水冷式發動機（馬力=175匹）/BMW-IIIa12汽缸水冷式發動機（馬力=185匹）
- 最快時速：189公里/小時（戴姆勒D-IIIa）/200公里/小時（BMW-IIIa）
- 昇限：6000米
- 航程：250公里
- 武裝：2支7.92毫米口徑IMG08風冷式機槍
- 乘員：1人

## 設計

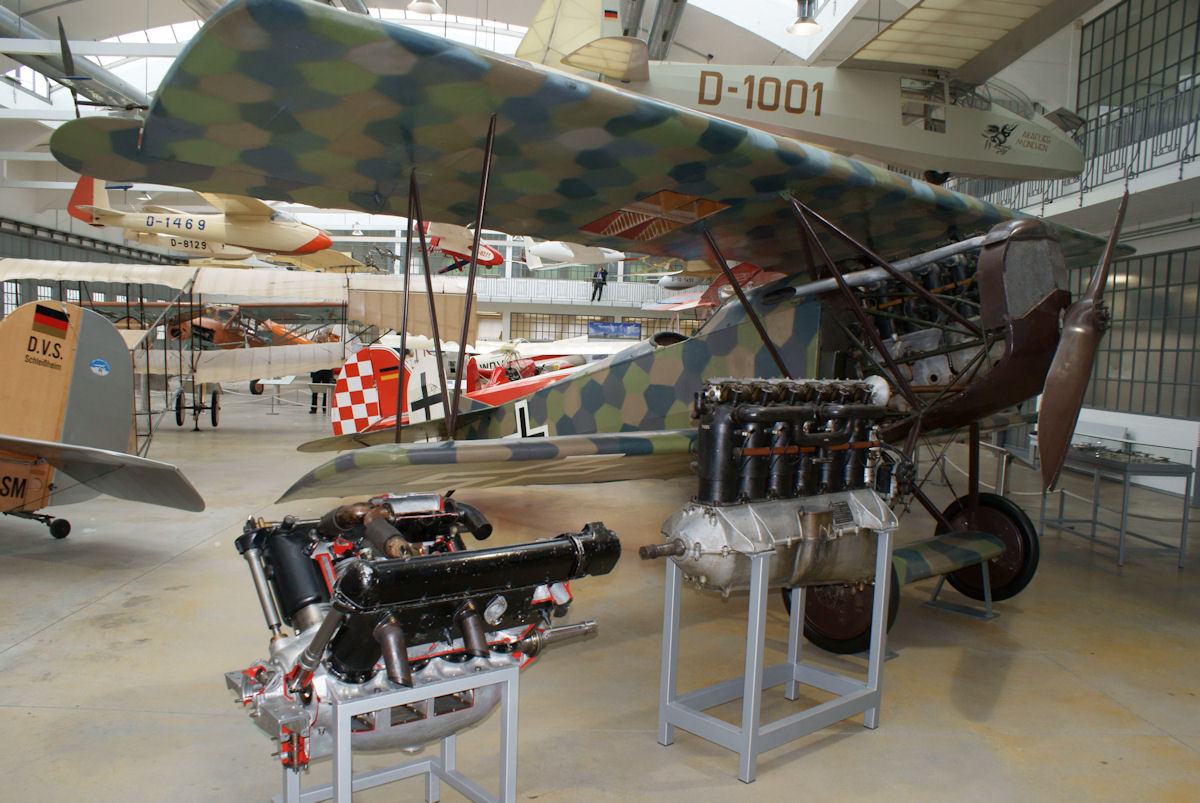
福克D-VII戰鬥機有兩種發動機可用，分別是戴姆勒D-IIIa和BMW-IIIa

福克D-VII戰鬥機的機身採用鋼管焊接骨架，這保證了其機身堅固耐用，它的機翼沿用了福克Dr.I戰鬥機的設計以木夾板作為骨架外覆帆布而且比當時的飛機要厚20%，上下機翼之間無張線而祇有N形支柱連結，其機翼因此結構堅固，飛行員可以安心做高速俯衝而無需擔心機翼會斷裂，而和福克Dr.I戰鬥機一樣，福克D-VII戰鬥機的主起落架也有一小塊機翼可以產生升力。
里希特霍芬在試飛後的意見：
- 從俯衝中改出困難
- 機動性需要改進
- 上方視野較差

福克公司對的改良：
- 機身加長40厘米
- 調整上機翼位置以改善上方視野

福克D-VII戰鬥機進入量產初期是採用戴姆勒戴姆勒D-IIIa6汽缸水冷式發動機（馬力=175匹），之後改為BMW-IIIa12汽缸水冷式發動機（馬力=185匹），而兩種發動機皆採用方形發動機罩並把散熱器置於正前方，量產型後來經常發生不明的火災，經調查後發現是由於開動的發動機令發動機罩受熱而點燃了在其附近彈藥艙裡的燃燒機槍子彈，故要重新安排彈藥艙的位置。
福克D-VII戰鬥機飛行性能可以從飛行員魯道夫．斯塔克的評語來體現：
我坐進福克D-VII戰鬥機的座艙並啟動它，飛機迅速昇空，爬升性能極佳，機動性一流也很易操縱而且各控制面反應靈敏。

## 實戰

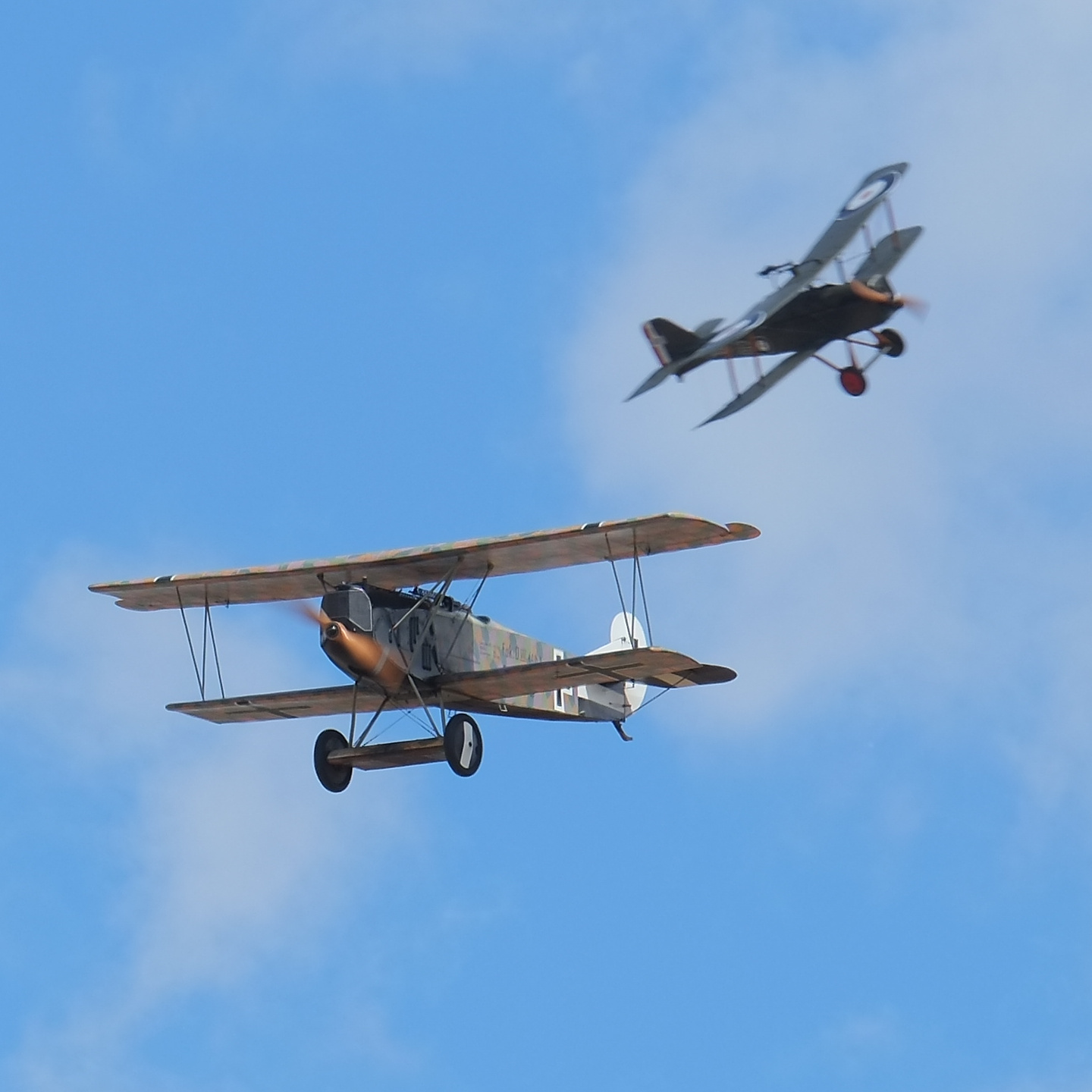
仿製而能飛的福克D-VII雙翼戰鬥機正和英軍的SE5a戰鬥機進行空戰重演

1918年4月開始交付福克D-VII戰鬥機給駐西線的第4和第10狩獵中隊，他們都屬於曾由紅男爵里希特霍芬做隊長的JG-1聯隊，但可惜的是當時紅男爵早已陣亡而無緣駕駛福克D-VII戰鬥機。
實戰當時證實福克D-VII戰鬥機不單彎轉格鬥極佳而不會失速，而且爬升能力好並能飛得比敵機高，德軍飛行員可以先爬升以佔高度優勢再向敵機高速俯衝並開火把其擊落，另一戰術是偷偷地從敵機後下方接近再從其機底開火。
對於初次遇上福克D-VII戰鬥機的協約國飛行員來說皆被其方頭方腦的發動機罩所誤導而以為它是笨頭笨腦，但一旦與之交過手後則對其極佳的飛行性能所震驚為「一次大戰當中最佳戰鬥機之一」，甚至有人把「之一」都除掉，以至當同年11月11日，德奧戰敗後簽訂的凡爾賽條約明文規定要把福克D-VII戰鬥機全部交給戰勝國。

## 福克D-VII戰鬥機在中國
1923年中國東北奉系軍閥向比利時購買了三架福克D-VII戰鬥機，1924年7月到貨，有資料記載其中兩架自1925年就已停用。

## 使用國家

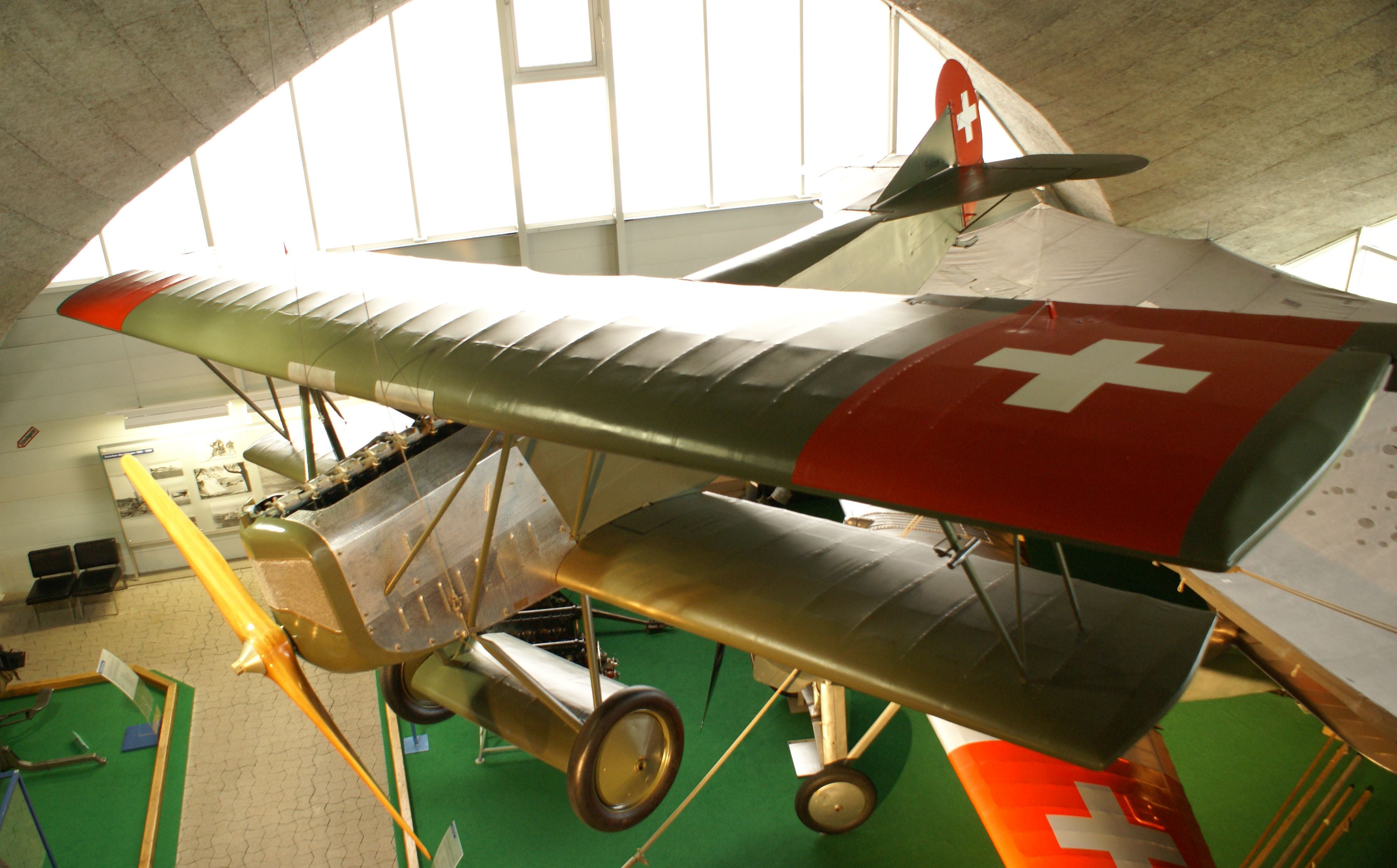
瑞士空軍的福克D-VII戰鬥機

- 德意志帝國
- 奥匈帝国
- 保加利亞王國
- 瑞士
- 奥斯曼帝国

### 第一次世界大戰後
- 阿根廷
- 比利时
- 捷克斯洛伐克
- 丹麦
- 芬兰
- 匈牙利王國
- 荷蘭
- 拉脫維亞
- 立陶宛
- 波蘭
- 罗马尼亚王国
- 苏联
- 瑞典
- 美国
- 中華民國東北奉系軍閥